# 요시무라 하루카
요시무라 하루카(일본어: 佳村 はるか, 1986년 2월 14일 ~ )는 일본의 여성 성우. 오사카부 출신. 아임 엔터프라이즈 소속.

## 필모그래피
- 극장판 시로바코
- 극장판 Go! 프린세스 프리큐어 Go!Go!! 호화 3편!!!